# León Artola
José Luis "León" Artola (Noceda del Bierzo, 1893-1937) fue un director, guionista, director de fotografía y actor.

## Biografía
Muy joven, emigra con sus padres hacia la Argentina, donde se inicia en el cine como actor. En 1923 fundó en Argentina una empresa para rodar documentales para la numerosa colonia emigrante. Dos años después vuelve a Vigo con su reportaje Gallegos en Buenos Aires (1925)... Junto a Juan Pacheco, uno de los mejores operadores de cámara de aquella época, rodó y realizó Mientras la aldea duerme. Ese mismo año 1926 Artola prueba en el campo cómico con El pollo pera, ayudado por el periodista Antonio Valero de Bernabé...  Artola estrena otra película, Sol en la nieve el 23 de abril de 1934 en el Monumental Cinema. Como otros, Artola no se adaptó bien al cine sonoro. Sol en la nieve es una película muda mientras el cine sonoro llevaba ya 3 años en las salas... Aunque quizá lo más conocido de León Artola sea el guion de otra Zarzuela, Rosario la Cortijera, en 1935, interpretada por Estrellita Castro y el Niño de Utrera. En las vísperas de la Guerra Civil, León Artola dirige en 1936 Rinconcito madrileño , un melodrama costumbrista, en el que debutó Luis Prendes. También produjo y guionizó la Zarzuela homónima de Luis Fernández de Sevilla en colaboración con Anselmo C. Carreño y música de José Serrano.